# Hōjō Takatoki

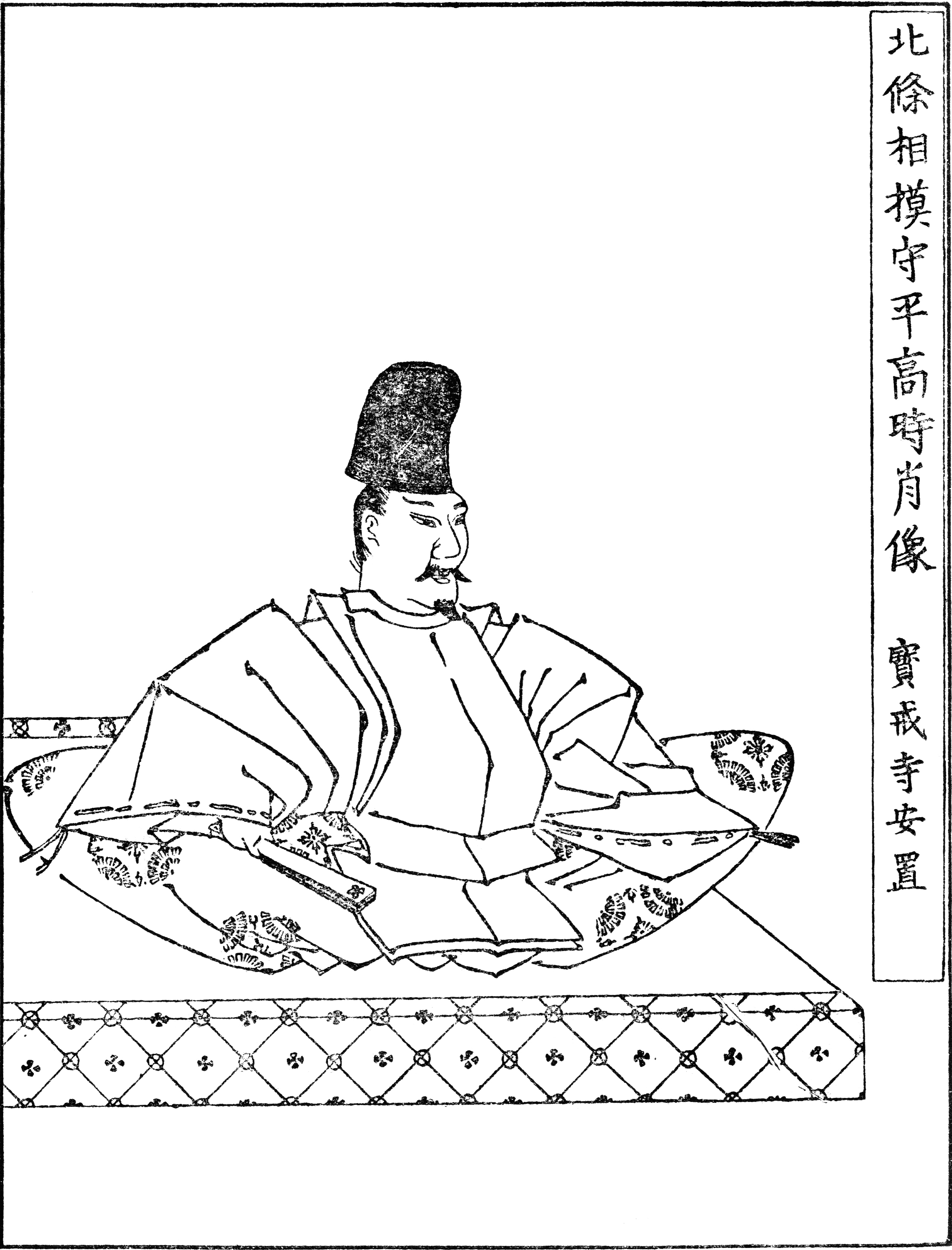
Hōjō Takatoki

Hōjō Takatoki (japanisch 北条高時; geboren 9. Januar 1304 in Kamakura (Japan); gestorben 4. Juli 1333 daselbst) war in der 9. Generation der letzte Regent des Kamakura-Shogunats.

## Leben und Wirken

### Frühe Jahre
Hōjō Takatoki war Sohn des Hōjō Sadatoki (北条 貞時; 1143–1211). Seine Mutter war die Tochter von Adachi Tokiaki (安達 時顕; 1285–1333). Sein Kindheitsname war Seijumaru (成寿丸), sein Rufname war Sagami-Tarō (相模 太郎). Im Januar 1309 wurde er volljährig (元服, Gempuku). Im Juni 1311 wurde er „Junior unterer Fünfter Rank, Lower Saba Gon-no-kami“ (従五位 下左馬権頭, Jūgoige Saba Gon-no-kami). Im selben Jahr verstarb sein Vater Sadatoki.
Es heißt, dass Sadatoki die Angelegenheiten seines verstorbenen Vaters dem Chef für Innere Angelegenheiten Nagasaki Enki (長崎 円喜; gestorben 1333), dessen Sohn Takasuke (長崎 高資; gestorben 1333) und Adachi Tokiaki (安達 時顕; 1285–1333), anvertraut hatte, und dass Takatoki unter ihrem Schutz aufwuchs. Im Januar 1316 wurde er in den Rang eines Junior oberer Fünfter Rang (従五位上, Jūgoijō) befördert, und im Juli desselben Jahres wurde er der 14. Stellvertretender Regent. Die eigentliche politische Macht blieb jedoch in den Händen des Nagasaki-Klans. Im März 1317 wurde er auf den Unteren Fünften Rang (正五位下) befördert und Sagami-no-kami (相模守). Im April wurde er auf den Unteren Rang eines Juniors der vierten Klasse (従四位下, Jushiige) befördert.
Ungefähr zu dieser Zeit kam Settsu Chikain (摂津 親鑒; gestorben 1333) nach Kyōto und schmiedete Pläne, die Nachfolge des kaiserlichen Throns der im Ruhestand befindlicher zwei Kaiser zu klären. Die Thronbesteigung (践祚, Senso) und Abdankung (立坊, Tachibo) sollten sich auf eine Verhandlung zwischen den beiden Linien stützen, was als „Bunpo no Wadan“ (文保の和談) – „Freundliche Beratungen der Bumpo-Ära“ bekannt ist. Doch der Konflikt zwischen den beiden Anhängerschaften war zu tief verwurzelt. So blieb dem Shogunat keine andere Wahl, als in die Nachfolge des Kaiserthrons einzugreifen. Auf der anderen Seite wuchs die Unzufriedenheit des kaiserlichen Hofes mit dem Shogunat von Tag zu Tag.

### Spätere Jahre
Im Jahr 1320 übernahm Takatoki auch das Amt des Oberaufsehers der Instandsetzungen (修理権大夫, Shūri Gondaibu). 1324 wurde der Plan des Kaisers Go-Daigo aufgedeckt, das Shogunat zu stürzen, was als „Shōchū-Vorfall“ (正中の変) in die Geschichte eingegangen ist. Das Shogunat ging von der Unschuld des Kaisers aus, womit der Zwischenfall friedlich beendet wurde.
Im März 1327 (vielleicht auch bereits 1326) erkrankte Takatoki, zog sich zurück, wurde Priester und übergab das Amt des Regenten an den aus einer Nebenlinie stammenden Hōjō Sadaaki (北条 貞顕; 1278–1333). Sein buddhistischer Name nach dem Ableben war Nichirinji Sōkan (日輪寺 崇鑑). Im Jahr 1330 versuchten Nagasaki Takayori und andere, Nagasaki Takasuke auszuschließen, wurden jedoch stattdessen bestraft. Es scheint, dass Takatoki hinter Takayori und den anderen steckte, aber Takatoki war nicht in der Lage, Takasukes Existenz zu leugnen. Wenn man bedenkt, dass Takatoki zu dieser Zeit mit übermäßigen Essen (田楽, Dengaku), Hundekämpfen (闘犬, Tōken) und Trinkgelegen (酒宴, Shuen) beschäftigt war, besteht kein Zweifel daran, dass Takasukes politische Macht die von Takatoki übertraf. Dies könnte der Grund sein, warum Takatoki von der Öffentlichkeit als „fast dement“ (ほとんど痴呆の躰, Hotondo chiho no karada) beschrieben wurde.
Im April 1331 plante Kaiser Go-Daigo erneut einen Angriff auf das Shogunat und stellte eine Armee auf. Das Shogunat unterdrückte den Angriff, doch der Aufstand breitete sich im ganzen Land aus. Nach der Invasion im Jahr 1333 von Nitta Yoshisada (1301–1338), die als Genkō-Krieg in die Geschichte eingegangen ist, nahm sich Takatoki mit seiner Familie im Tempel Tōshō-ji (東勝寺) im Ortsteil Kasai-gaya (葛西ケ谷) von Kamakura, das Leben, womit das 150 Jahre alte Kamakura-Shogunat endete.
Es folgte die kurzlebige Zeit der Kemmu-Restauration.